# براندون مارشال (لاعب كرة قدم أمريكية)
براندون مارشال (بالإنجليزية: Brandon Marshall)‏ هو لاعب كرة قدم أمريكية أمريكي، ولد في 10 سبتمبر 1989 في لاس فيغاس في الولايات المتحدة.

## وصلات خارجية
- الموقع الرسمي
- براندون مارشال (لاعب كرة قدم أمريكية) على موقع إي إس بي إن.كوم (أن.أف.أل)3
- براندون مارشال (لاعب كرة قدم أمريكية) على موقع مرجع كرة القدم المحترفة.كوم (الإنجليزية)